# La mano izquierda de Dios (libro)
La mano izquierda de Dios. La última dictadura (1976-1983) es el vigésimo libro del periodista argentino Horacio Verbitsky, con el que cerró su ciclo de cinco tomos sobre la historia política de la Iglesia Católica en Argentina durante el siglo XX.

## Otros libros relacionados
Sus precedentes fueron: 
- Doble juego
- Cristo Vence (I)
- La violencia evangélica (II)
- Vigilia de armas (III)

Retomó la temática en parte de sus siguientes libros:
- Cuentas pendientes. Los cómplices económicos de la dictadura (Introducción) Archivado el 24 de septiembre de 2015 en Wayback Machine. Coeditado con Juan Pablo Bohoslavsky[1] Editorial Siglo XXI Bs. As., 2013. ISBN 978-987-629-344-0

- I Complici. Conversazioni con Horacio Verbitsky su Chiesa, dittatura ed economia (a cura di Nadia Angelucci e Gianni Tarquini) Nova Delphi[2] Roma (en italiano). Diciembre 2014. ISBN 978-88-97376-39-2